# Episodi di The Last Ship (prima stagione)
La prima stagione della serie televisiva The Last Ship, composta da 10 episodi, è stata trasmessa in prima visione assoluta negli Stati Uniti d'America dal canale via cavo TNT dal 22 giugno al 24 agosto 2014.
In Italia è stata trasmessa dal 12 settembre 2014 al 9 ottobre 2014 su Italia 1.
| nº | Titolo originale            | Titolo italiano        | Prima TV USA   | Prima TV Italia   |
| -- | --------------------------- | ---------------------- | -------------- | ----------------- |
| 1  | Phase Six                   | Fase Sei               | 22 giugno 2014 | 12 settembre 2014 |
| 2  | Welcome to Gitmo            | Benvenuti a Guantanamo | 29 giugno 2014 | 12 settembre 2014 |
| 3  | Dead Reckoning              | Fuga alla cieca        | 6 luglio 2014  | 19 settembre 2014 |
| 4  | We'll Get There             | All'ultimo istante     | 13 luglio 2014 | 19 settembre 2014 |
| 5  | El Toro                     | El Toro                | 20 luglio 2014 | 26 settembre 2014 |
| 6  | Lockdown                    | Il dubbio              | 27 luglio 2014 | 26 settembre 2014 |
| 7  | SOS                         | SOS                    | 3 agosto 2014  | 3 ottobre 2014    |
| 8  | Two Sailors Walk Into a Bar | Il ricatto             | 10 agosto 2014 | 3 ottobre 2014    |
| 9  | Trials                      | Tentativi              | 17 agosto 2014 | 9 ottobre 2014    |
| 10 | No Place Like Home          | Ritorno a casa         | 24 agosto 2014 | 9 ottobre 2014    |

## Fase Sei
- Titolo originale: Phase Six
- Diretto da: Jonathan Mostow
- Scritto da: Hank Steinberg e Steven Kane

### Trama
Sulla Terra è scoppiata un'epidemia globale che ha ucciso l'80% della popolazione. A bordo di una nave da guerra americana la dottoressa Scott è l'unica in grado di creare un vaccino, essendo riuscita a trovare il ceppo primordiale del virus. Il capitano Chandler decide allora di non tornare sulla terraferma ma di proseguire per mare alla ricerca di cibo e carburante con la missione di trovare il vaccino.
- Ascolti Italia: telespettatori 1 808 000 – share del 7,69%[1]

## Benvenuti a Guantanamo
- Titolo originale: Welcolme to Gitmo
- Diretto da: Jack Bender
- Scritto da: Hank Steinberg e Josh Schaer

### Trama
La Nathan James approda nella baia di Guantanamo per rifornirsi di carburante e di viveri. Ma i membri dell'equipaggio trovano ad attenderli un gruppo di terroristi arabi liberati dai contractors addetti alla sicurezza dopo l'esplosione della pestilenza. Tex, unico sopravvissuto dei contractors, riesce ad avvertire la squadra comandata da Chandler e ad evitare che cada vittima di un'autobomba. Ma i terroristi sono sparsi in tutta la baia. La Dottoressa Scott risponde all'appello di Danny ed interviene salvando la vita di Cruz, rimasto ferito negli scontri, e riguadagnando agli occhi dei soldati quella fiducia che era venuta meno. Ma quando tutto sembra risolto, ecco una nave russa bloccare l'uscita dal porto con la minaccia di armi nucleari.
- Ascolti Italia: telespettatori 1 693 000 – share del 7,69%[1]

## Fuga alla cieca
- Titolo originale: Dead Reckoning
- Diretto da: Jack Bender
- Scritto da: Steven Kane

### Trama
Quincy è costretto a consegnare Rachel e il virus primordiale a Ruskov perché il russo gli ha rapito moglie e figlia, ma viene bloccato. Intanto, grazie al sacrificio di due uomini, Chandler scopre di poter uscire dal porto attraverso un vecchio canale che presenta, però, una barriera corallina. L’idea è di fingere di accettare il ricatto di Ruskov per spianarsi la via d’uscita.
- Ascolti Italia: telespettatori 1 375 000 – share del 5,46%[2]

## All'ultimo istante
- Titolo originale: We'll Get There
- Diretto da: Jack Bender
- Scritto da: Quinton Peeples

### Trama
La dottoressa Rachel, col fondamentale aiuto di Quincy, riesce a mettere a punto un prototipo di vaccino. Ma a bordo scoppia un incendio che rende inutilizzabili i motori; ne segue la mancanza di energia elettrica e l'impossibilità di usare i sistemi di desalinizzazione, inoltre i campioni di laboratorio devono stare a una temperatura costante di 5 gradi. Un'ingegnosa trovata del Tenente Chung risolve il problema, ma resta quello della mancanza di acqua. Decidono di recarsi in Costarica per fare rifornimento di acqua e catturare delle scimmie per gli esperimenti.
- Ascolti Italia: telespettatori 1 285 000 – share del 5,65%[2]

## El Toro
- Titolo originale: El Toro
- Diretto da: Paul Holahan
- Scritto da: Hank Steinberg e Cameron Welsh

### Trama
Una squadra guidata da Chandler si inoltra nella giungla a caccia di scimmie per la dottoressa Scott. Ma gli uomini della squadra cadono in un'imboscata e finiscono nelle mani di "El Toro", un ambiguo personaggio che con la forza tiene sotto scacco una comunità di persone ancora non infettate dal virus.
- Ascolti Italia: telespettatori 1 451 000 – share 5,59%[3]

## Il dubbio
- Titolo originale: Lockdown
- Diretto da: Sergio Mimica-Gezzan
- Scritto da: Hank Steinberg

### Trama
La dottoressa porta avanti gli esperimenti sulle scimmie, ma continua a fallire. Intanto sulla nave, alla luce di queste notizie, serpeggia il dubbio e lo scontento. A complicare le cose Danny si ammala mentre le cose continuano a precipitare finché il gruppo dei sedici che hanno concluso la leva chiede di andarsene.
- Ascolti Italia: telespettatori 1 381 000 – share 5,87%[3]

## SOS
- Titolo originale: SOS
- Diretto da: Michael Katleman
- Scritto da: Jessica Butler and Jill Blankenship

### Trama
La Nathan James va in soccorso di una ragazza non contagiata dal virus, rimasta da sola su un peschereccio. Durante l'operazione di recupero, i gommoni vengono attaccati dai russi, e Chandler e Tex finiscono dispersi in mare. La ragazza si rivela essere geneticamente immune e questo può permettere alla dottoressa di creare il vaccino. Chandler e Tex, però, finiscono nelle mani dei russi.
- Ascolti Italia: telespettatori 1 292 000 – share 4,84%[4]

## Il ricatto
- Titolo originale: Two Sailors Walk Into a Bar
- Diretto da: Michael Katleman
- Scritto da: Josh Schaer e Cameron Welsh

### Trama
Il Capitano Chandler e Tex sono prigionieri sull'incrociatore lanciamissili russo. Per liberarli, l'Ammiraglio Ruskov chiede in cambio la Dottoressa Scott e i campioni con i risultati del suo lavoro. Rachel, nel frattempo, è riuscita a mettere a punto un vaccino efficace grazie a Bertrise e si offre di consegnarlo personalmente a Ruskov. Una volta a bordo riesce a passare un messaggio al Comandante Chandler avvertendolo della missione di salvataggio partita al comando di Danny. La Dottoressa si trova nel laboratorio a tu per tu con il cosiddetto paziente zero, lo scienziato Niels responsabile della morte di miliardi di persone per aver "armato" il virus unendolo al proprio DNA. Chandler e Tex riescono a fuggire unendosi alla squadra mentre punti vitali della nave vengono minati. Chandler riesce a portare via con sé la moglie e la figlia di Quincy, ostaggi nelle mani di Ruskov. Alla fine riescono a fuggire e solo sull'imbarcazione si rendono conto che Cossetti è stato ferito mortalmente. Sulla nave russa si susseguono le esplosioni e nel pandemonio che regna il Dottor Niels, portatore sano del micidiale virus, fuggito dal reparto isolato, si aggira indisturbato diffondendo sulla nave il morbo letale.
- Ascolti Italia: telespettatori 1 385 000 – share 5,69%[4]

## Tentativi
- Titolo originale: Trials
- Diretto da: Jack Bender
- Scritto da: Onalee Hunter Hughes

### Trama
Alla dottoressa servono sei volontari per fare un nuovo tentativo nella ricerca del vaccino. Chandler pensa di proporsi come volontario, ma Jeter lo ha già anticipato. Purtroppo uno di loro non ce la fa, ma quando sembrerà che anche gli altri cinque faranno la sua fine, la dottoressa riesce a risolvere la situazione, trovando il vaccino e la cura. Intanto sulla terraferma la moglie del capitano Chandler si trova nascosta in una baita di montagna con figli e nonno, ma alla ricerca di alcuni elementi per la radio, viene in contatto con un infetto senza rendersene conto.
- Ascolti Italia: telespettatori 1 541 000 – share 5,46%[5]

## Ritorno a casa
- Titolo originale: No Place Like Home
- Diretto da: Brad Turner
- Scritto da: Steven Kane

### Trama
La Nathan James e il suo equipaggio tornano a casa, per cercare un laboratorio sicuro sulla terraferma, in cui la dottoressa possa creare il vaccino su larga scala, e il Centro di malattie infettive di Norfolk sembra il luogo ideale. Ma una ricognizione tramite satellite dà all'equipaggio una terribile notizia: ogni cosa di questo laboratorio è stata distrutta. Intanto la famiglia del capitano Chandler, ormai infetta, viaggia verso Olympia, dove si dice abbiano cure in grado di tenere in vita i malati. Un messaggio di uno dei pochi rappresentanti del governo sopravvissuti, la signora Granderson, li convince a sbarcare a Baltimora, dove è in atto uno scontro feroce tra i Signori della Guerra e le forze governative. Ma la realtà è molto diversa da come appare…
- Ascolti Italia: telespettatori 1 358 000 – share 5,32%[5]